# Cécile Tremblay
Cécile Tremblay est une microbiologiste-infectiologue canadienne. Elle est professeure titulaire à la Faculté de médecine de l’Université de Montréal  et chercheure régulière au Centre de recherche du Centre hospitalier de l'Université de Montréal, où elle est également directrice de la recherche de la Clinique d'infectiologie virale chronique. Ses travaux de recherche portent principalement sur la pathogenèse du virus de l’immunodéficience humaine (VIH). Elle étudie aussi la maladie à coronavirus 2019.

## Biographie
Cécile Tremblay a exercé pendant 14 ans la profession d’infirmière aux soins intensifs avant de poursuivre ses études universitaires. Elle détient un doctorat en médecine de l’Université de Montréal (1992) et une certification du Collège royal du Canada en microbiologie médicale et infectiologie (1997), suivie d’un fellowship en recherche sur le VIH au Massachusetts General Hospital, Harvard Medical School (2001). Elle est titulaire depuis 2008 de la Chaire Pfizer/Université de Montréal en recherche translationnelle sur le VIH. Elle est également membre régulier du Réseau sida et maladies infectieuses (SIDA-MI) du FQRS et siège sur le comité scientifique aviseur de la Fondation canadienne de recherche sur le SIDA. Cécile Tremblay a été directrice scientifique du Laboratoire de santé publique du Québec de 2012 à 2015, où elle a développé un programme de surveillance de l’infection par le VIH au Québec.
Durant les vagues initiales de la pandémie de Covid-19 au Québec, les médias d’information ont régulièrement sollicité l’expertise de Cécile Tremblay. Elle a ainsi participé à plus de 850 entrevues entre mars 2020 et avril 2022, fournissant des explications claires sur un ton rassurant.

## Recherche
Cécile Tremblay a notamment étudié l’efficacité d’agents antiviraux et leurs interactions médicamenteuses; les déterminants des phénotypes de vieillissement prématuré chez les patients infectés par le VIH, tels que les facteurs de risque de maladies cardiovasculaires; ainsi que l’inflammation persistante observée chez les personnes séropositives au VIH. Elle a également piloté le volet montréalais de l’essai clinique franco-canadien IPERGAY, qui a démontré l’efficacité de la prophylaxie pré-exposition dans la prévention de l’infection au VIH,. Ses recherches portent aussi sur les progresseurs lents du VIH, pour lesquels elle a mis sur pied une cohorte pan-canadienne. Elle milite activement afin d’améliorer l’accès à la médication chez les populations à risque de contracter ce virus.
D’autre part, les travaux de Cécile Tremblay portant sur la Covid-19 visent à caractériser la réponse immunitaire à l’infection, particulièrement chez les personnes vivant avec le VIH; et ensuite, à clarifier le rôle de l’infection asymptomatique dans la transmission.
Elle est l’auteure de plus de 200 articles scientifiques répertoriés dans la base de données PubMed et a dirigé les travaux de recherche d’une dizaine d’étudiants et d’étudiantes aux cycles supérieurs.  

## Œuvres

### Livre
Prêts pour une prochaine pandémie ? : Ce que la COVID-19 nous a enseigné, Les Éditions La Presse, 2022, 160 p. (ISBN 978-2-897059-99-6)

## Honneurs
- 2020 - Conférencière Mark Wainberg, Association canadienne de recherche sur le VIH[21]
- 2021 - Prix d’excellence - Carrière, Centre de recherche du CHUM[22]
- 2021 - Prix de la communication grand public - Vulgarisation dans les médias Covid-19, congrès Innove-Action du CHUM[23]
- 2022 - Membre de l'Académie canadienne des sciences de la santé[24]